# Pferdeomnibus

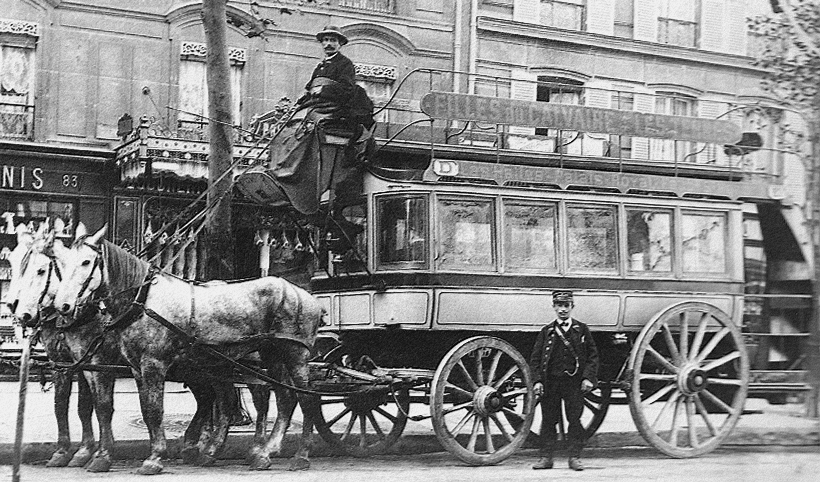
Pferdeomnibus in Paris, um 1890

Ein Pferdeomnibus ist ein Omnibus, der von Pferden gezogen wird. In der Schweiz wurden Pferdeomnibusse genau wie Pferdebahnen auch Rösslitram genannt.

## Geschichte

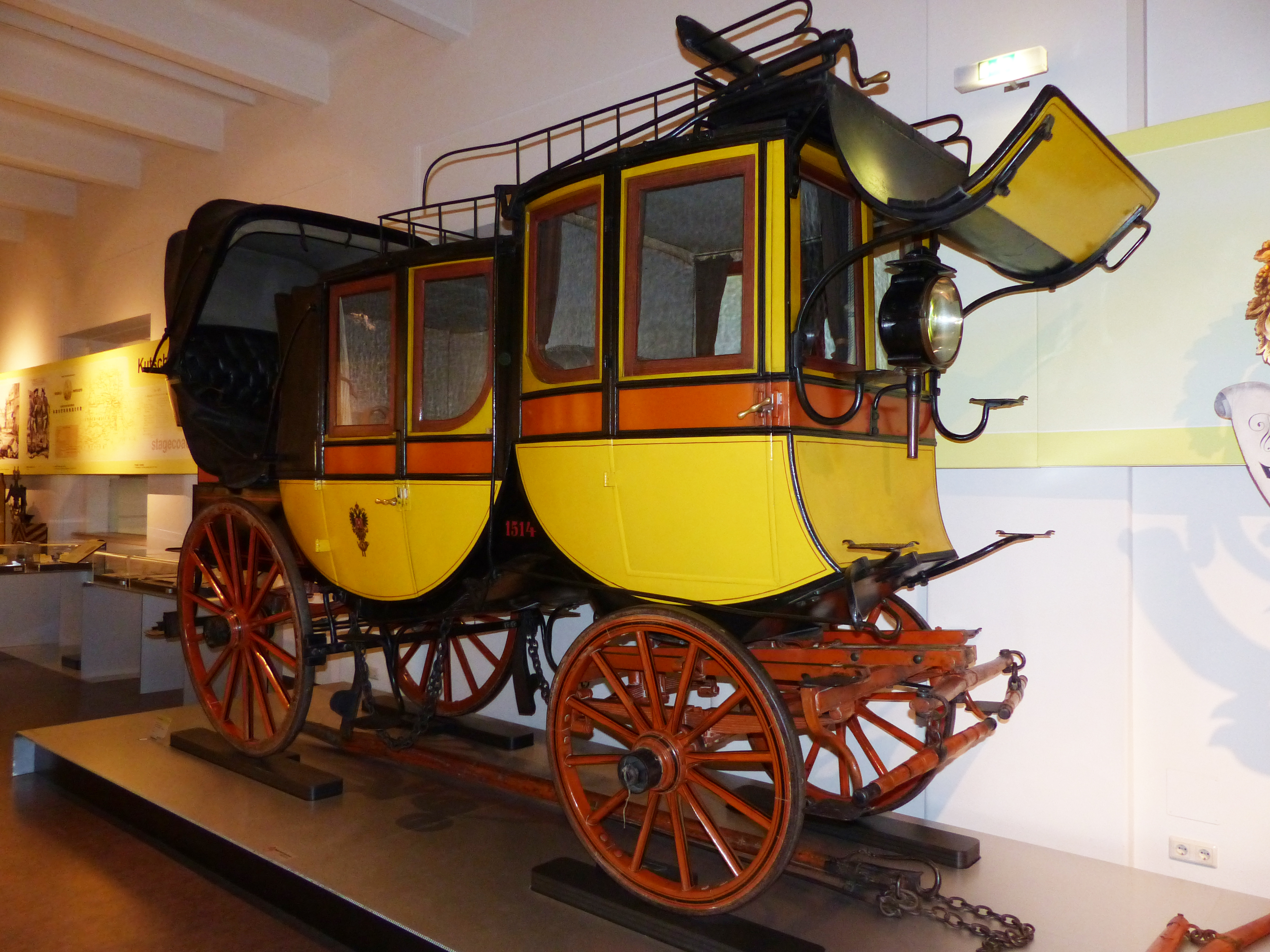
Postkutsche Coupé-Landauer, Wien 1894, Technisches Museum Wien: Die Bauform zeigt noch den Aufbau als „doppelter“ Stellwagen, in dem Design, das auch die ersten Personenwaggons mit ihren Abteilen hatten.

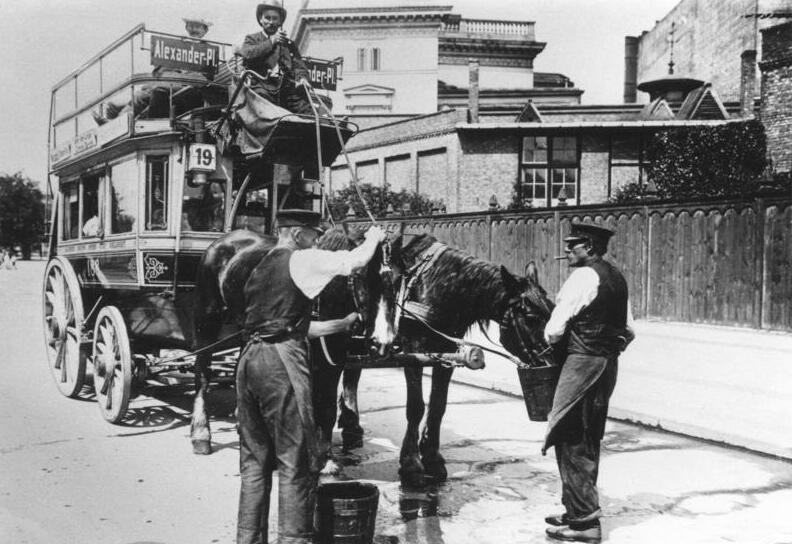
Berliner Pferdeomnibus

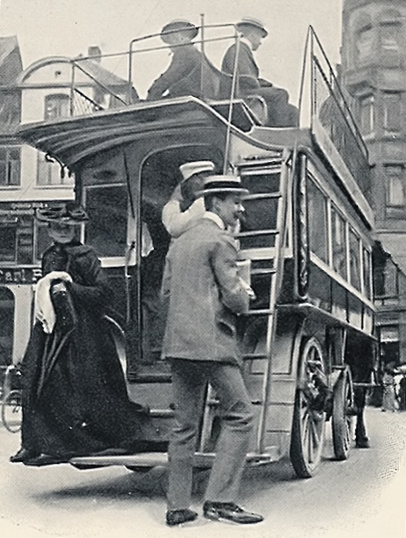
Pferdeomnibus in Kopenhagen, 1907

Der weltweit erste Pferdeomnibus, die „carrosses à cinq sols“, wurde 1662 in Paris auf Anregung von Blaise Pascal eingeführt, wurde aber bereits nach wenigen Jahren wieder eingestellt.
Den ersten regulären Linienverkehr betrieben ab 1730 in Österreich die Poststellwagen, nachdem die Post, davor Erblehen der Taxis und dann Paars, von Karl VI. zum Staatsmonopol erklärt worden war. Schon zu dieser Zeit verkehrten auch private Stellwägen, die aber erst im späteren 18. Jahrhundert regelmäßigen Dienst aufnahmen. Ansonsten musste man sich eine Landkutsche anmieten. Diese frühen Formen entsprachen noch dem heutigen Minibus, mit nur vergleichsweise wenigen Sitzplätzen.
Erst zu Ende des 18. Jahrhunderts wurden in europäischen Städten wieder innerstädtische Buslinien mit Arbeitspferden als Zugtieren eingerichtet. Da die Bahnhöfe oft außerhalb der Innenstädte lagen und die Städte unaufhörlich wuchsen, entstand der Bedarf an Nahverkehrslinien, um die Lohnwagen (Vorläufer der heutigen Taxis) zu ersetzen. Im Biedermeier um 1820 kamen auch die Gesellschaftswagen als größere Mietkutschen auf. Der Name „Omnibus“ (‚für alle‘) für den innerstädtischen Stellwagen ist 1842 nachweislich.
Betriebsbeginn einiger Omnibusdienste:
- 1730 Poststellwagen-Linie Wien–Graz;[1] private Linie Graz–Fiume[2]
- 1790 in Wien (Stellwagen Rotenturmtor–Donaubäder)[2]
- 1824 in Manchester durch John Greenwood, erste Buslinie in Großbritannien
- 1825 zwischen Berlin (Brandenburger Tor) und Charlottenburg durch Simon Kremser, erste Buslinie in Deutschland, schon mit Fahrplan, später weitere Linien von Toren der Berliner Zollmauer zu den umliegenden Gemeinden und Städten. Der von ihm eingeführte Wagentyp, heute nach ihm Kremser genannt, war gefedert und bot vielen Fahrgästen Platz, hatte aber nur ein Verdeck als Witterungsschutz.[7][8][9]
- 1826 in Nantes mit zwei gefederten Wagen für je 16 Passagiere durch Étienne Bureau und Stanislas Baudry[10]
- 1828 in Paris durch Stanislas Baudry
- 1829 in London durch George Shillibeer[11]
- späte 1820er in New York[12]
- 1838 in Dresden, erster Pferdeomnibus mit festem Verdeck in Deutschland
- 31. Oktober 1839 Linienverkehr im Halbstundentakt zwischen Hamburg und Altona durch die Firma Basson & Co.
- 1840 erste innerstädtische Linie in Berlin zwischen Potsdamer Bahnhof und Alexanderplatz mit drei Pferdeomnibussen aber ohne festen Fahrplan durch Israel Moses Henoch[13][14]
- spätestens 1845 in Köln[15]
- 1. Januar 1847 Concessionierte Berliner Omnibus Compagnie mit schließlich fünf Linien

Deutlich komfortabler als Pferdebusse waren bei dem damaligen Straßenpflaster Straßenbahnen. In großen Städten traten Pferdebahnen in Konkurrenz zu den Pferdebussen. In vielen weniger großen Städten wurden die Pferdebuslinien mit der Einführung der Straßenbahn eingestellt. Beispiele hierfür sind Bielefeld im Jahre 1900 (nach 14 Jahren Busverkehr), sowie 1901 die Betriebe in Münster (Westfalen) (nach 13 Jahren Busverkehr) und in Freiburg im Breisgau (nach 10 Jahren Busverkehr). 1901 sah der Postoffizial G. Schaetzel das Ende der Pferdeomnibusse kommen; seiner Ansicht nach waren Pferde mit ihrer Geschwindigkeit von 10–12 km/h zu langsam und nach 30 km erschöpft.
In den ersten zweieinhalb Jahrzehnten des 20. Jahrhunderts reiften dann auch Verbrennungsmotor und Luftreifen so weit aus, dass benzin- und später dieselbetriebene Busse konkurrenzfähig wurden.
In den 1920er Jahren wurden die letzten Pferdeomnibusse stillgelegt. Während die letzte Pferdebuslinie in London bereits 1914 und in Hamburg schon 1918 eingestellt wurde, konnten sich die Pferdebuslinien in Berlin noch einige Jahre länger behaupten. Am 22. Juni 1920 fuhr der letzte Berliner Pferdeomnibus im Tagesverkehr, am 25. August 1923 dann auch der letzte Berliner Pferdeomnibus im Nachtverkehr.

## Wagenform

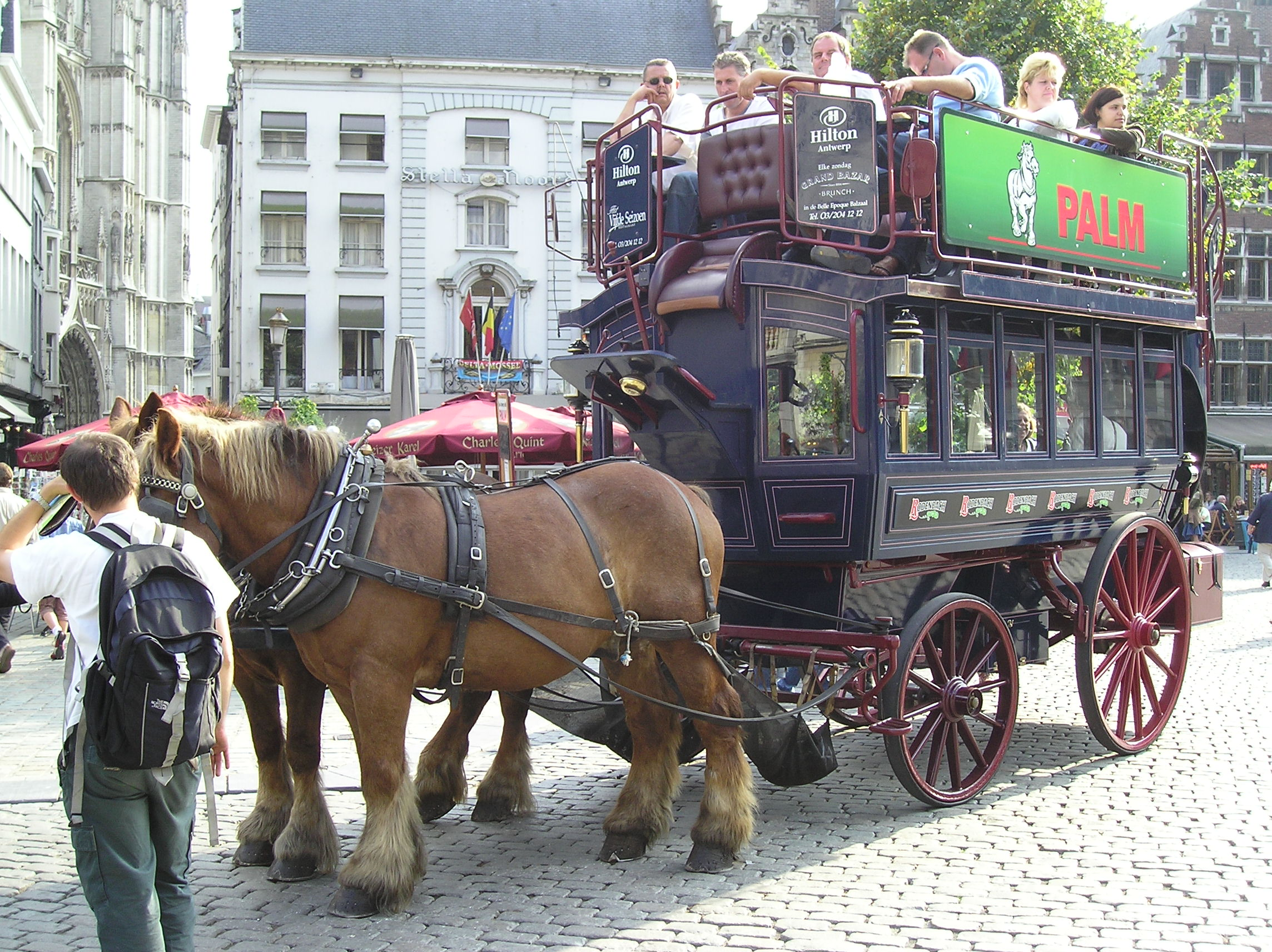
Pferde-Omnibus für Touristen in Antwerpen im Jahr 2005

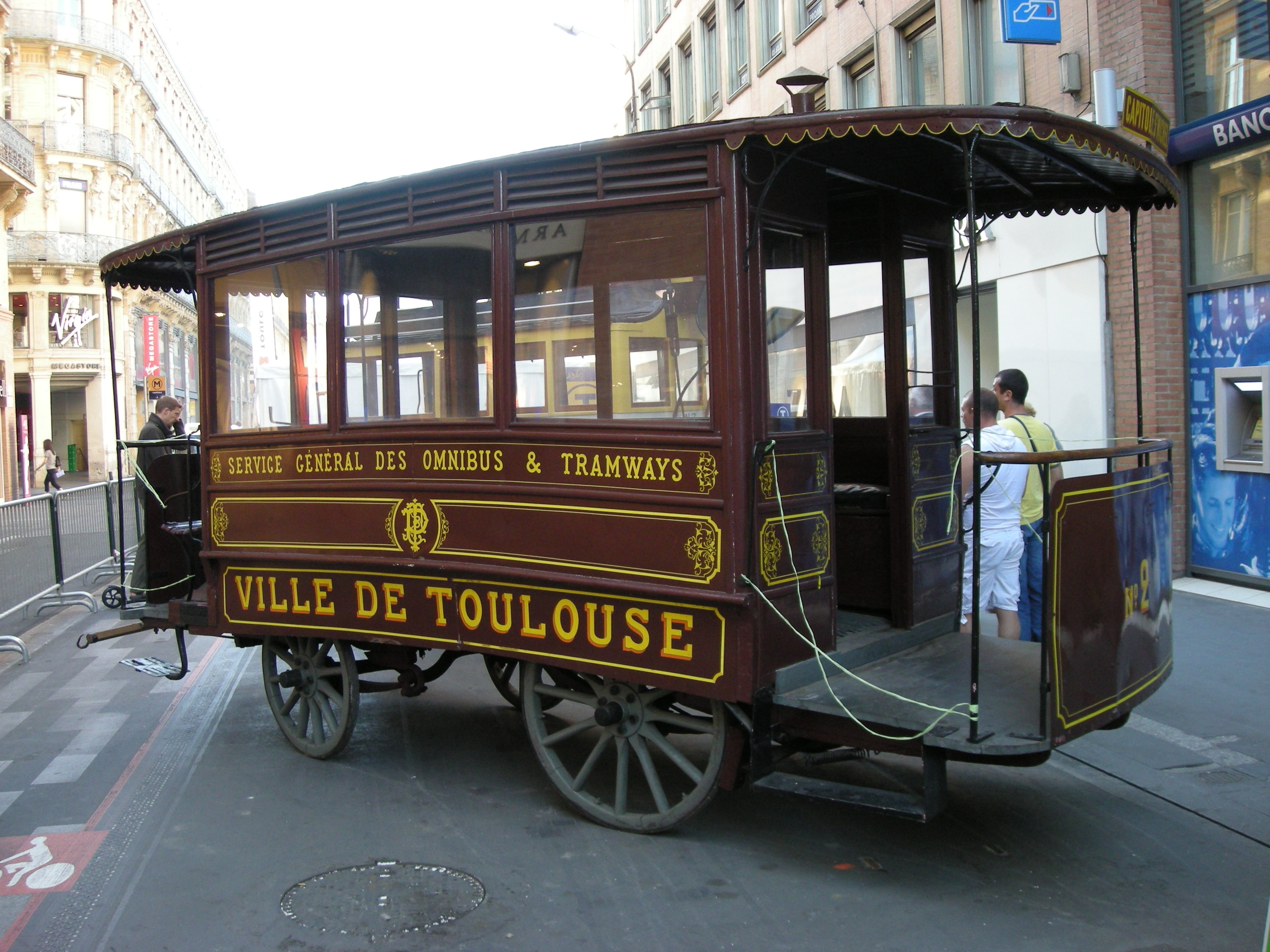
Car Ripert von 1881

Man verwendete große Kutschen, also Wagen mit Federung und Verdeck. Während Simon Kremser noch Wagen mit einer Plane als Verdeck eingesetzt hatte, ein Wagentyp, der heute nach ihm Kremser genannt wird, hatten die meisten Pferdeomnibusse einen geschlossenen Wagenkasten und Glasfenster. Der Fahrgastraum hatte in der Regel beiderseits je eine Längsbank. Ein- und Ausstieg erfolgte meistens durch eine Hecktür, oft mit einer kleinen Plattform. Nicht wenige Pferdeomnibusse waren Doppeldecker. Auf dem Wagendach waren die Bänke Rücken an Rücken montiert. Durch die unterschiedliche Lage der Gänge innen und auf dem Oberdeck konnte an Höhe gespart werden. Aufs Wagendach führte eine kleine gewendelte Außentreppe.
Auch bei Omnibussen ohne Oberdeckpassagiere war der Kutschbock oft auf dem Dach. Im Liniendienst wurden die Pferdeomnibusse zumeist als Ein- oder Zweispänner gefahren.
Die ab den 1870er Jahren in Frankreich verbreiteten Cars Ripert glichen Pferdebahnwagen mit an beiden Enden offenen Plattformen. Sie fanden auch in Spanien, Belgien und der Schweiz Abnehmer.